# ラゴンダ
ラゴンダ (Lagonda) は、イギリスの高級車ブランド。1906年に設立された。1947年以降はアストンマーティンの傘下となる。ラゴンダのブランド名は1995年から2008年、2010年から2013年まで使用されていなかった。

## 歴史

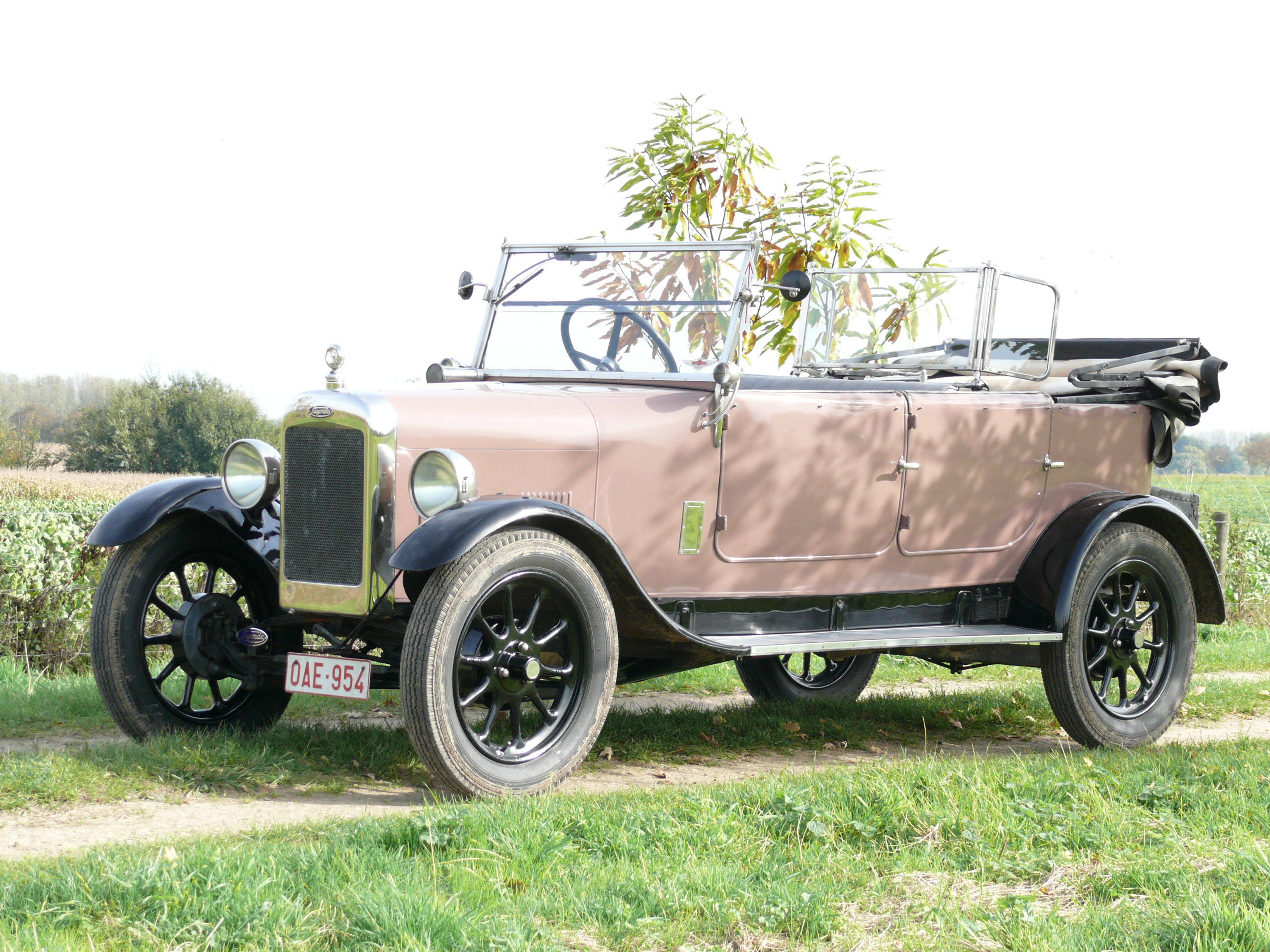
12-24 LC 1925年

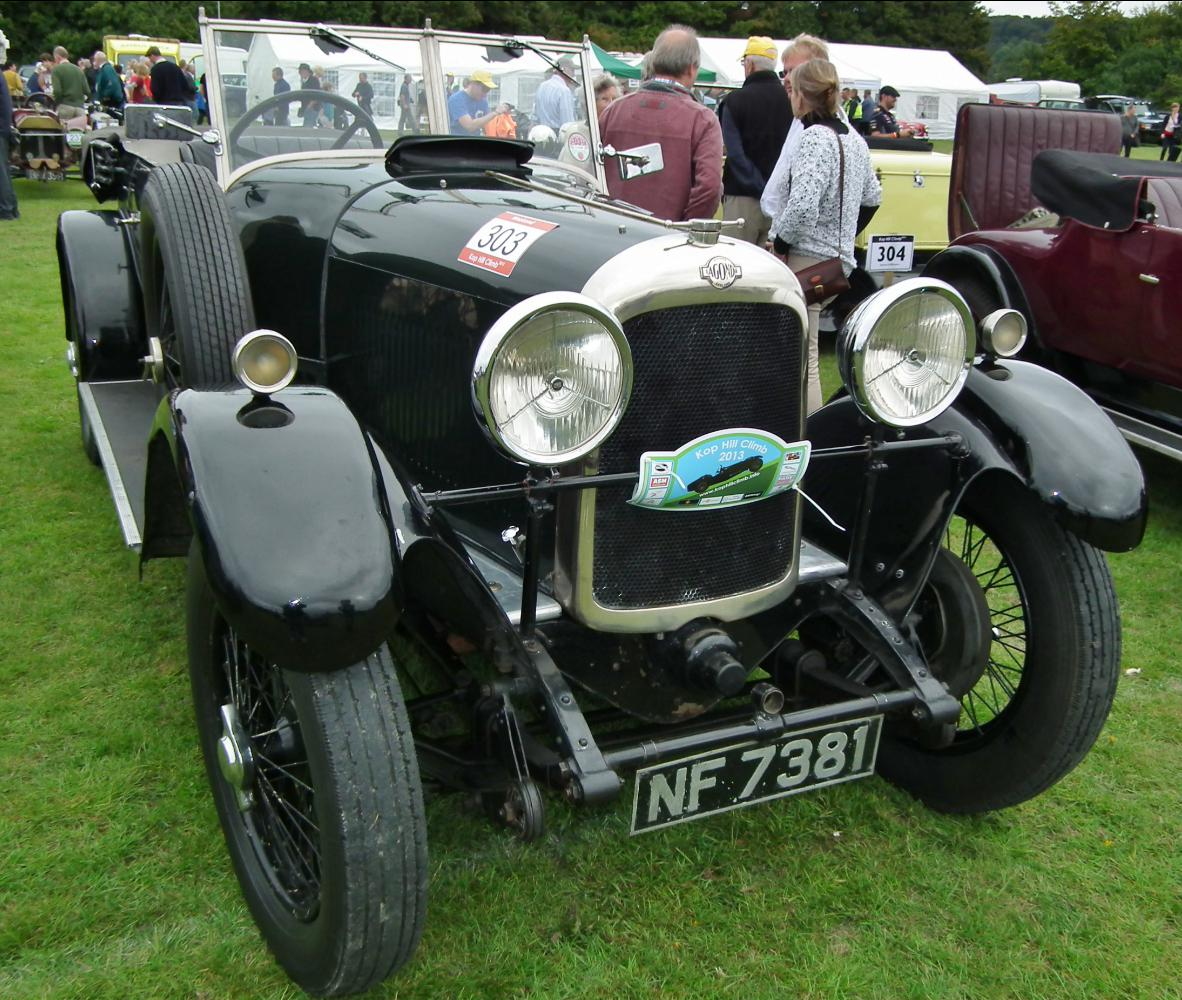
2½-リッター 16-65 1927年

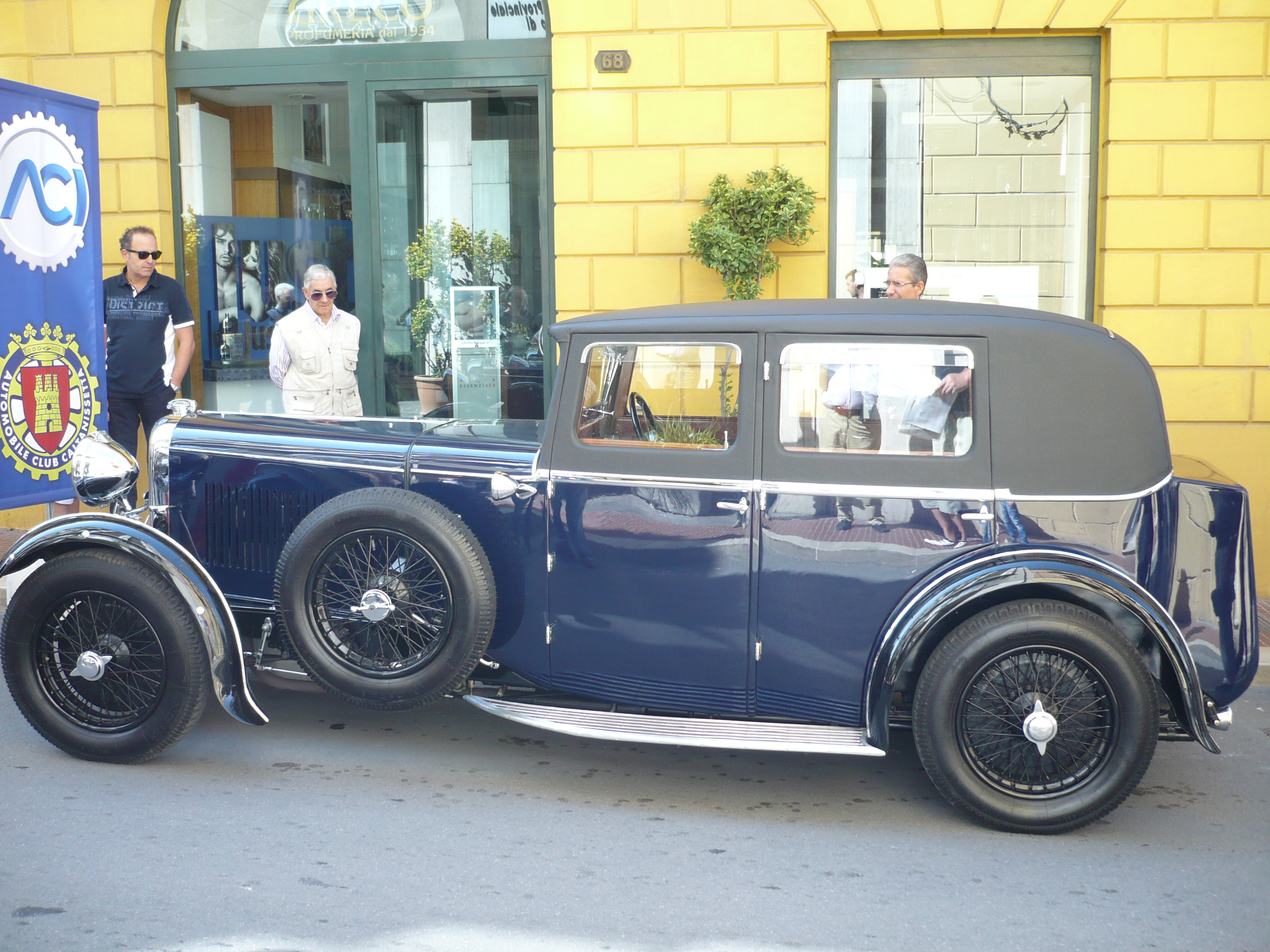
2-リッター 16-80 ウェイマン・サルーン 1930年頃

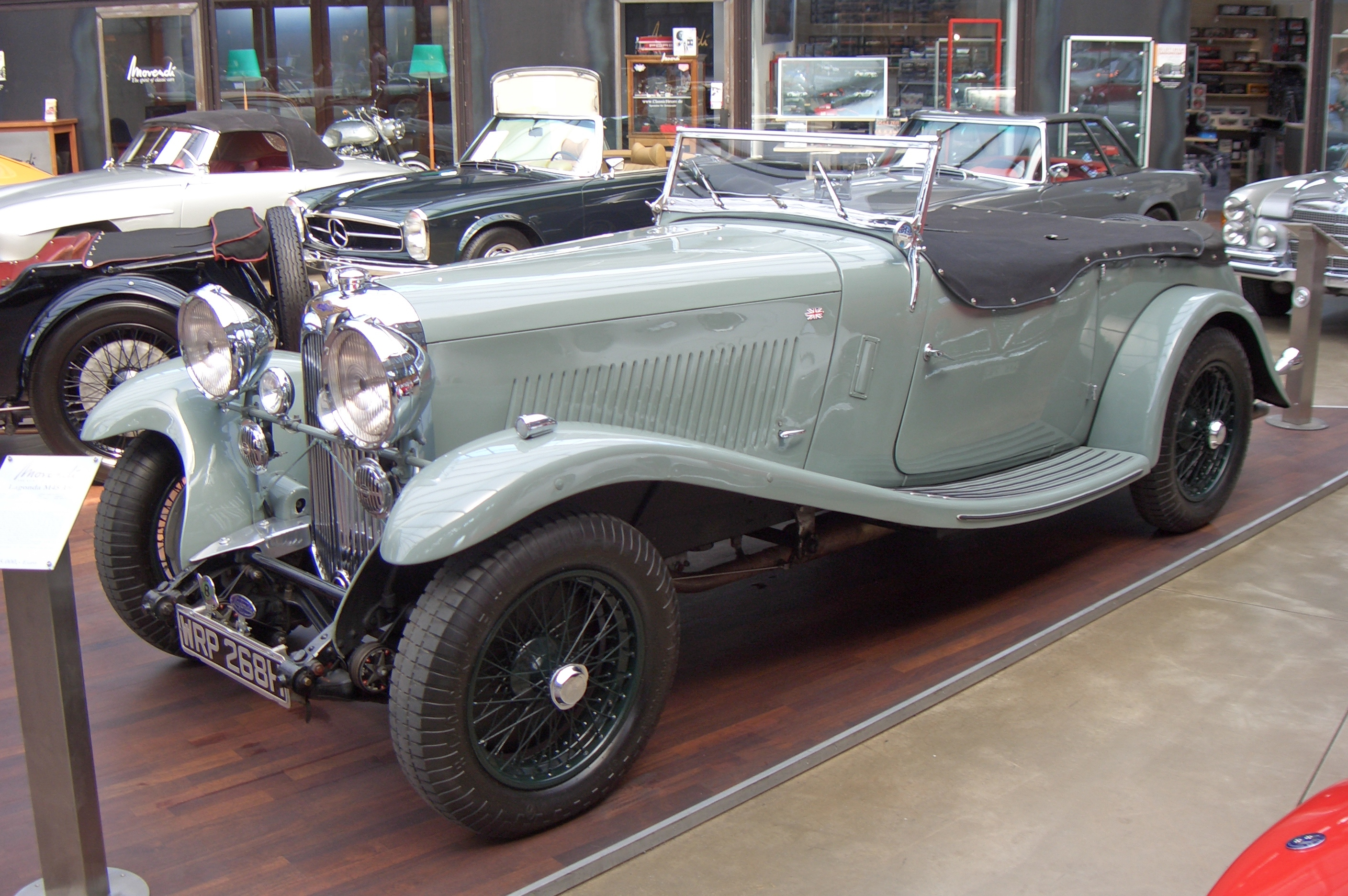
4½-リッター M45 スポーツ・ツアラー 1934年

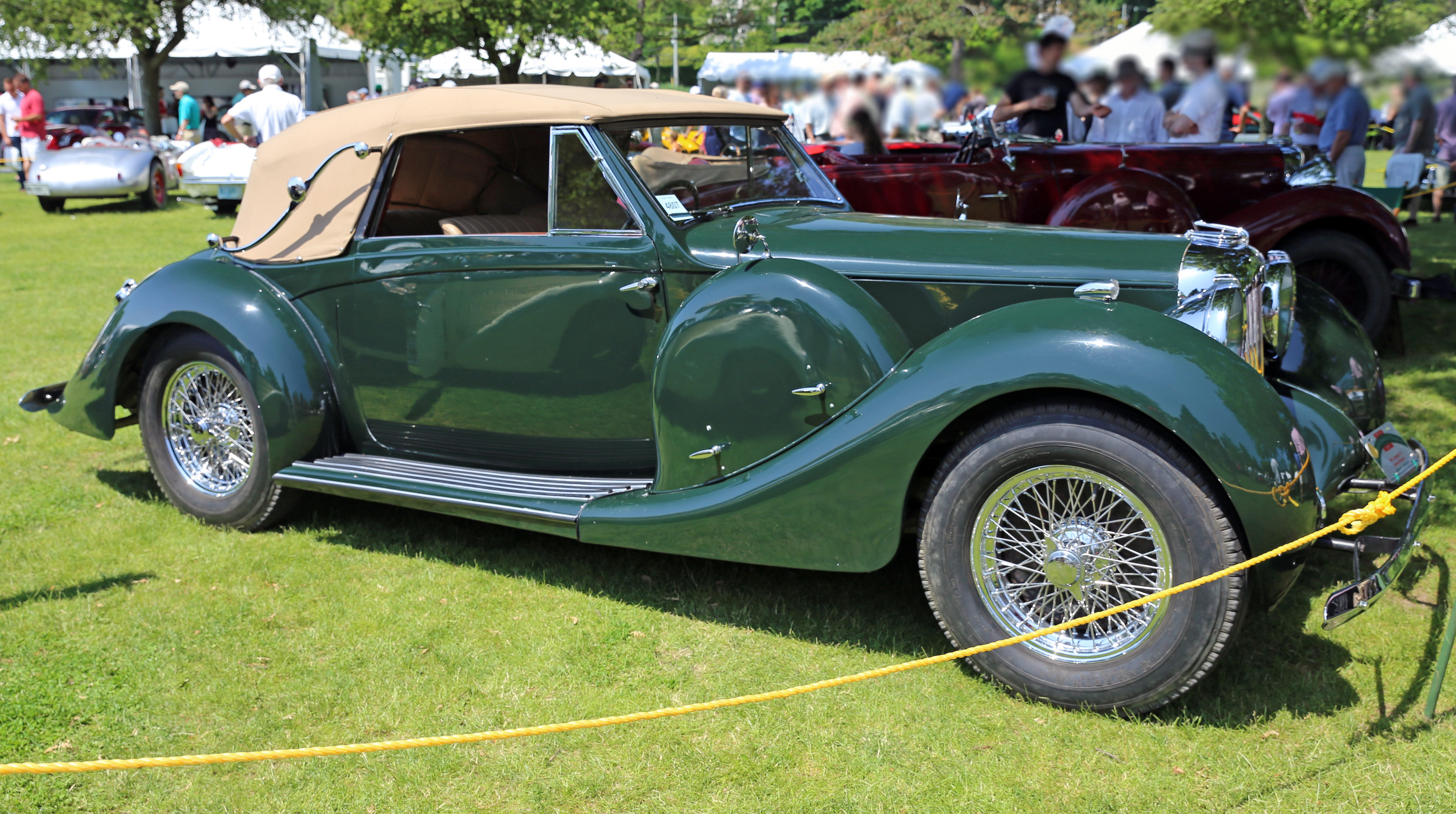
4½-リッター V12 ドロップヘッド・クーペ 1940年

### 創設
ラゴンダは1906年にサリー州ステインズでスコットランド系アメリカ人の元オペラ歌手、ウィルバー・ガン（1859-1920）によって設立された。ガンは1891年にイギリスの国籍を取得し、ステインズでスピードボートとオートバイのエンジニアとして働いていた。「ラゴンダ」の社名は彼の生地、ショーニー族の居留地であった現在のオハイオ州スプリングフィールドの町の名から取った物であった。そこは氷河が崩壊した石灰岩の峡谷で素晴らしい勝景地であった。その地は歴史的にイーストン条約における重要地点であり、フレンチ・インディアン戦争におけるショーニー族とイギリスの講和に大きな役割を果たしていた。ガンは元々ステインズの自宅の庭でオートバイを小規模に生産しており、1905年のロンドン・エジンバラ裁判での勝利を含め、合理的な成功を収めていた。1907年に最初の車、6気筒エンジンを搭載した20馬力のトルペードを生産し、1910年にはモスクワ-サンクトペテルブルク間での走行試験を行っている。この成功により、ラゴンダは1914年までロシアへの輸出の契約を取り付けた。1913年には先進的な小型車、1,099ccの4気筒エンジンを搭載した11.1の生産を始め、1914年にはパナールロッドとリベット留めのモノコックボディ、初のフライオフ・ハンドブレーキを採用した。
フライオフ・ハンドブレーキにあるラチェットコントロールボタンは、通常のものとは反対に機能するように設計されている。レバーを持ち上げて「オン」位置に戻すと、レバーを離す前にエンドボタンを押して保持しない限り、すぐに解除される。一旦セットされると、手動ブレーキレバー（ボタンを押していない）を設定方向（上または後）に持ち上げてブレーキを解除する。このメカニズムは、スポーツカーレースでのシグナルスタートを容易にした。また、リアホイールのスライドを助けるためにも使用することができる。
ラゴンダは第一次世界大戦中は砲弾を生産した。

### 戦間期
戦後、11.1は1400ccの大型エンジンと標準的なライトが装備され、11.9として1923年まで生産され、1926年には12にアップデートされた。1920年にウィルバー・ガンが死去した後、コーリン・パーバリーが率いる3名の取締役が会社を経営した。ラゴンダの最初のスポーツモデルは1925年に発売された14/60で、半球式燃焼室を備えた1954ccのツインカム4気筒エンジンを搭載していた。14/60はリー・フランシスから移籍したアーサー・ディヴィッドソンが設計した。1927年には2リッターの高出力エンジンを搭載したスピードモデルが発売され、1930年にはスーパーチャージャーが搭載された。2.4リッターの6気筒エンジンを搭載した軽量化シャシーバージョンの16/65は1926年から1930年にかけて販売された。1920年代の最後のモデルは2931ccの6気筒エンジンを搭載した。このモデルは1933年まで販売され、エンジンは3181ccに拡大され、セレクタースペシャルとして複雑な8速のマイバッハ製トランスミッションが搭載された。
1933年の新しいモデルは、2リッターのクロスリーエンジンを搭載した16-80で、1934年からはプレセレクター・ギアボックスを搭載した。新しい小型車のレイピアは1934年に発売され、1104ccのエンジンとプレセレクター・ギアボックスを搭載した。これは1935年まで続いたが、その後1938年まで別会社ネイピア・アンド・サンが生産を続けた。もう1つの極端な状況は、メドウズが供給する4467ccの6気筒エンジンを搭載し、100 mph (160 km/h)を発揮するM45であった。スポーツバージョンのM45RラピードはチューニングされたM45エンジンを短縮されたシャシーに搭載し、1935年のル・マン24時間レースで勝利を収めた。1935年には3リッターエンジンが3.5リッターまで拡大された。
ラゴンダの経営は不調で、1935年には管財人が呼ばれたが、同社はロールス・ロイスを上回る額を提示したアラン・P・グッドによって買収された。グッドはまたW・O・ベントレーにロールス・ロイスから離れ、自らのレース部門のスタッフと共にデザイナーとしてラゴンダに加わるよう説得した。4.5リッタークラスはLG45となったが、ボディは重く、LG45Rラピードも生産された。LG45にはサンクション1、2、3と呼ばれる3つのバージョンがあり、それぞれベントレーが手がけたエンジンを搭載した。1938年にはトーションバーと油圧ブレーキによる独立したフロントサスペンションを備えたLG6が登場した。
ベントレーは元ロールス・ロイスのスチュアート・トレシリアン、チャールズ・セウェル、ラゴンダの設計士であったフランク・フィーリーと共に、ラゴンダのファクトリーの原始的な状況に対する嫌悪感を飲み込み、1937年には新型エンジンを搭載した傑作、V12を開発した。4480ccのエンジンは180 bhp (130 kW)を発揮し、トップギアの5000rpmで7 - 105 mph (11 - 169 km/h)を発揮した。この車は1939年のニューヨークモーターショーで展示された。ニューヨーク・タイムズ紙は「今年のショーで最高価格の車は8,900ドルです。それはイングランドから輸入された『ラピード』モデルとして知られているラゴンダです。エンジンは12気筒V型で200馬力を発揮します。」と伝えている。

### 第二次世界大戦
リチャード・ワトニーは、第二次世界大戦の始まりからラゴンダのマネージング・ディレクターを務めた：
ワトニーは1930年のル・マン24時間レースでベントレーをドライブし2位になった。 彼は1946年にルーツに戻り、オーストラリアに赴任した後1949年にメルボルンで交通事故に遭い死亡した。

### アストンマーティン傘下

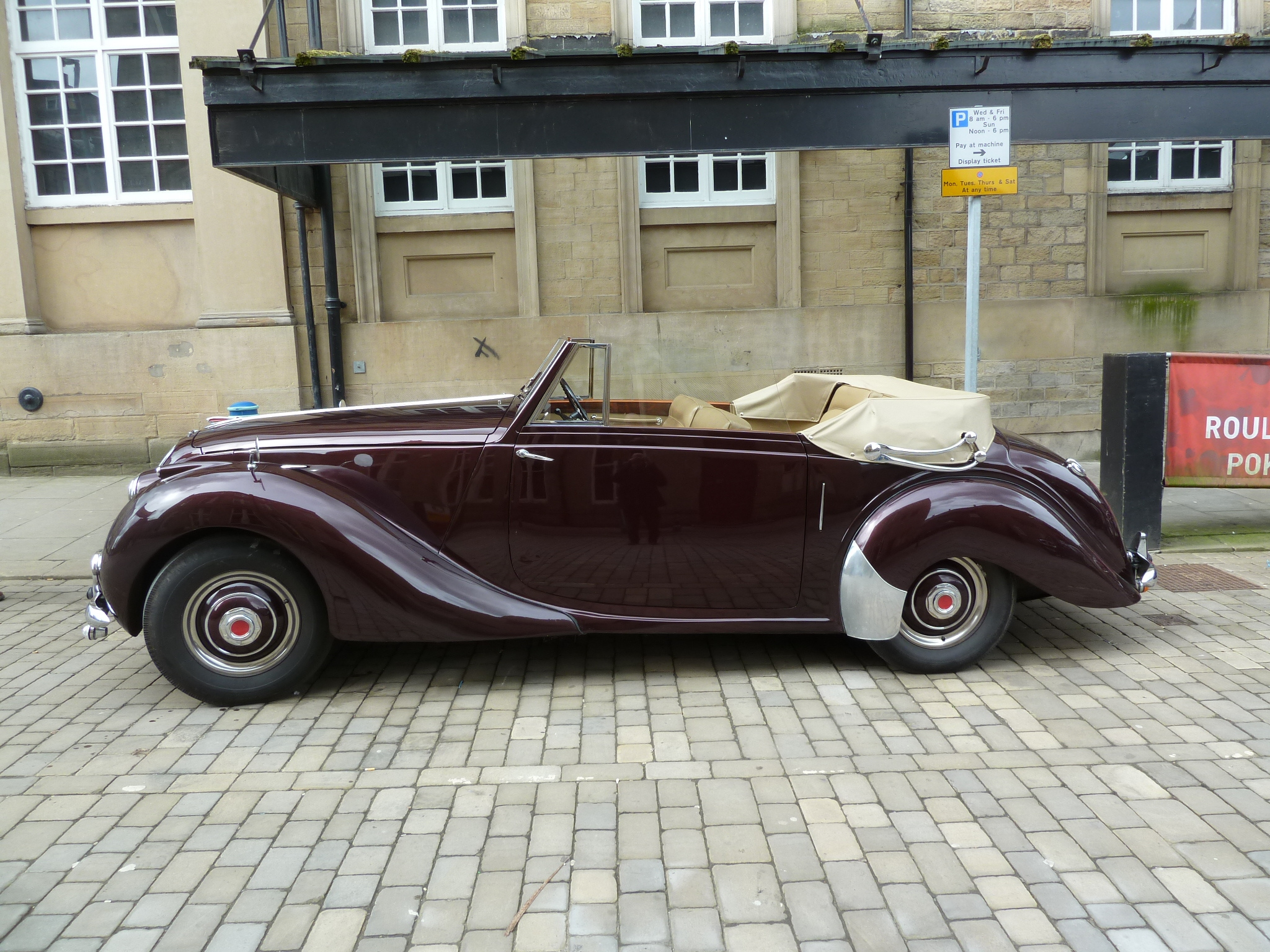
2.6-リッター ドロップヘッド・クーペ 1953年

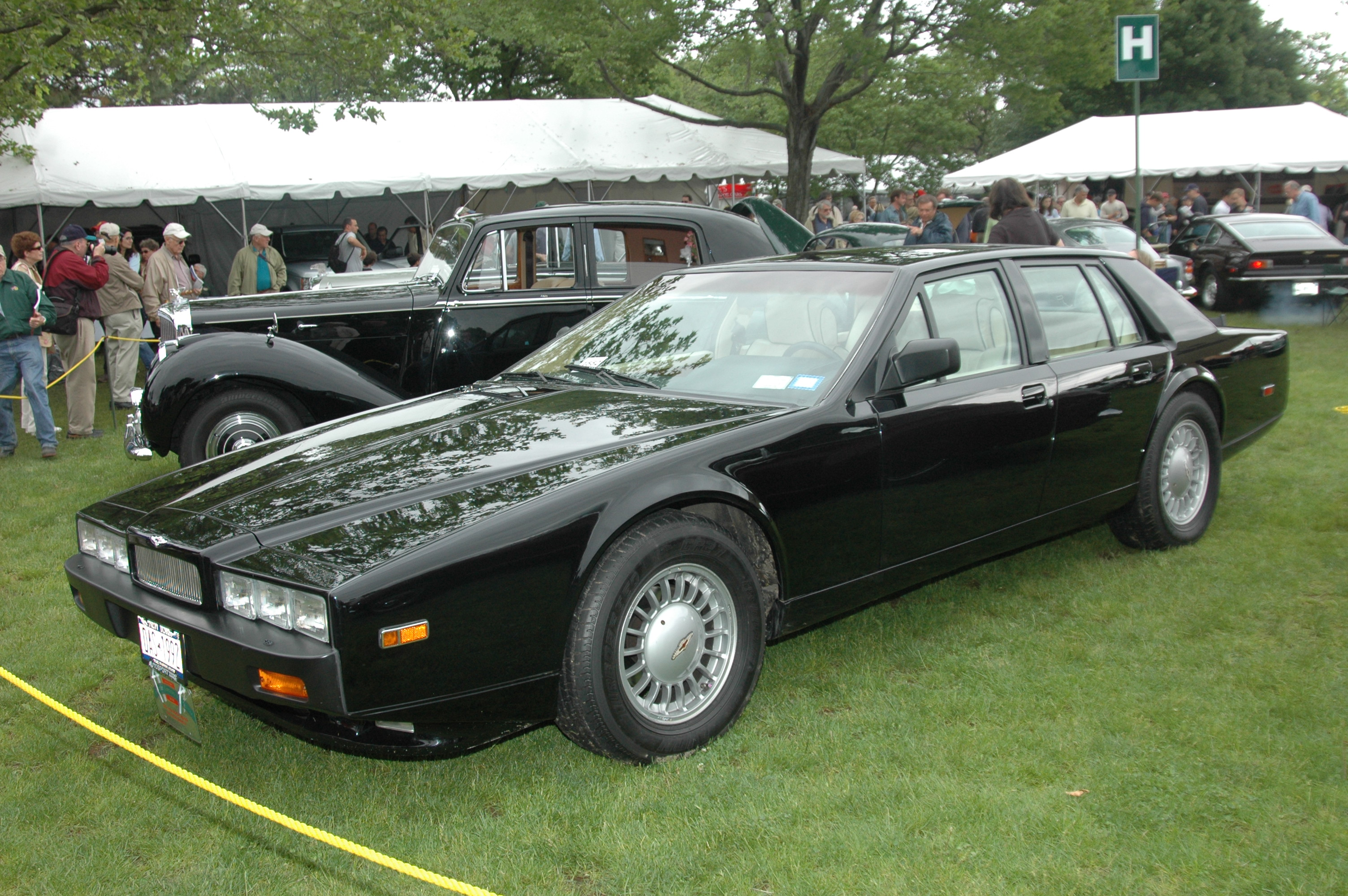
アストンマーティン・ラゴンダ 1989年

1947年にラゴンダはデヴィッド・ブラウンに買収され、彼がもう一つ買収したアストンマーティンと共にミドルセックスのフェルトハムに移転した。エガム・ハイスの古い工場はパターズ・リミテッドに渡り、A・P・グッドが経営権を取得した。生産はW・O・ベントレーの最後のプロトタイプ、新しいシャシーと完全に独立したサスペンションを装備した1948年の2.6リッターから再開された。新しい2580cc直列6気筒エンジンは1950年代のアストンマーティンエンジンの基礎となった。エンジンは1953年に3リッターに拡大され、1958年まで引き続き使用された。

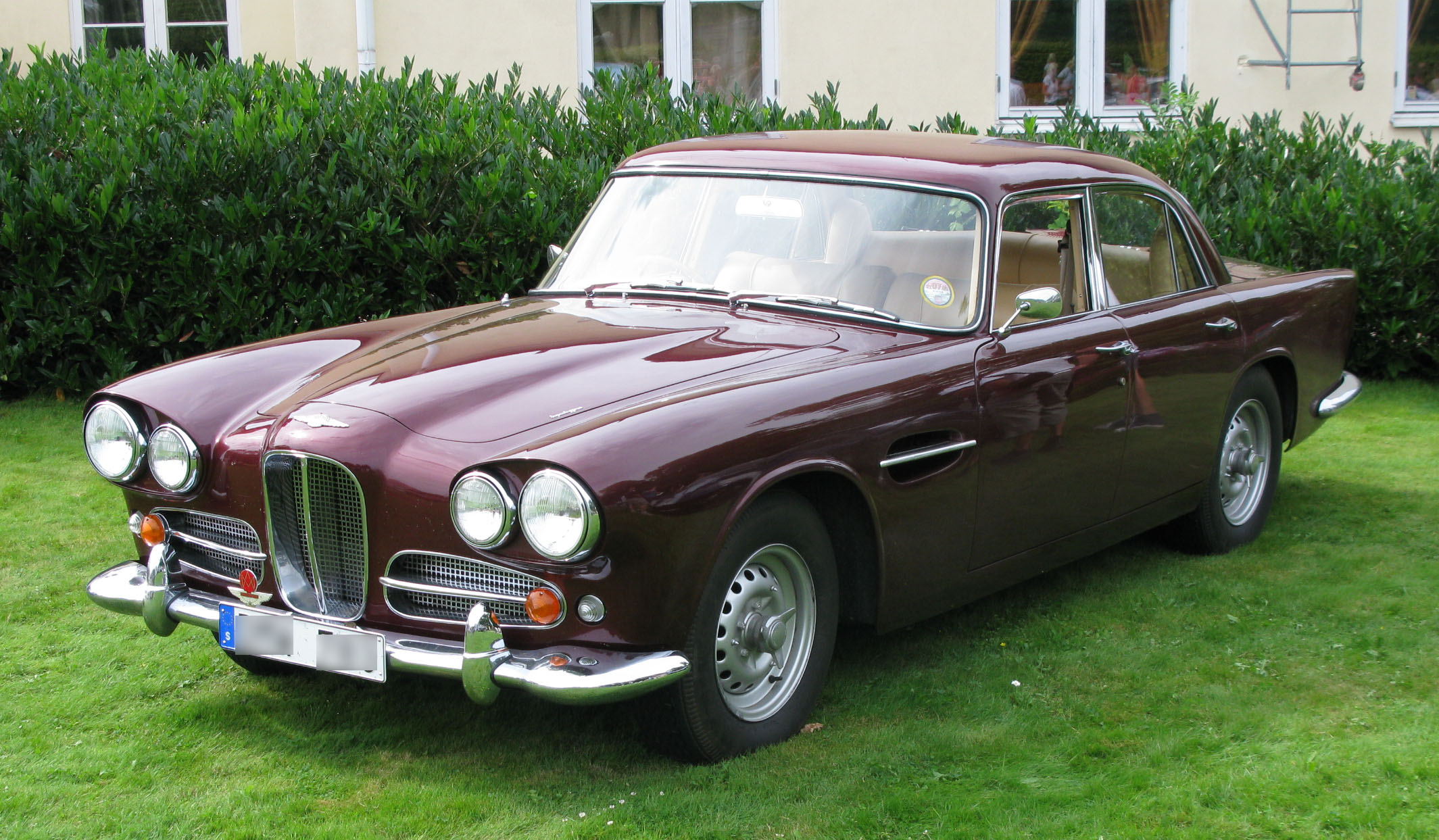
ラピード 1964年

多くの人がラゴンダのブランド名は姿を消したと思っていたが、1961年にラピードがアストンマーティン・DB4をベースにした4ドアサルーンとして復活した。ラピードはカロッツェリア・トゥーリングによるアルミニウム製ボディに3995ccエンジンを搭載し、125 mph (201 km/h)を発揮した。このとき、アストンマーティン-ラゴンダはバッキンガムシャーのニューポート・パグネルに移転した。ラピードは1965年まで生産された。
1969年にラゴンダのブランド名が短期間復活し、新しいDBSモデルの4ドアプロトタイプに使用された。このプロトタイプにはシャシー番号 MP230/1 が割り当てられ、1972年まで工場に保管された。この車はJPP 5Gというナンバーで登録され、デヴィッド・ブラウン卿が個人の車として使用した。元々は5リッターV8エンジンのプロトタイプが搭載されたが、これはすぐに初期の5.3リッター生産型 (VS4008EE) に換装された。
1974年から1976年の間に、7台のラゴンダ・4ドアサルーンが1969年のプロトタイプを元にして製造された。生産型は試作型のツインヘッドライトに換えて、ラゴンダの「蹄鉄」グリルにシングルヘッドライトを採用した。
1976年に新型のラゴンダ・サルーンが登場した。この大型で未来的なサルーンはウィリアム・タウンズが設計した。この正方形に近いくさび形の車はアストンマーティン・V8のコンポーネントを元に製作され、少なくとも1989年まで走行可能であった。
アストンマーティンは1993年のジュネーブ・モーターショーでラゴンダ・ヴィニャーレというコンセプトカーを発表した。
1993年から94年にかけて9台のラゴンダ・4ドアサルーンと7台のシューティングブレーク（後部ドアとトランク部分にレ・バカンスのバッジが装着された）が、アストンマーティン・ヴィラージュをベースに製作された。これらはアストンマーティンの歴史上唯一ファクトリーで製作されたシューティングブレークであった。6台は外国の王室が購入した。エンジンは5.3リッターV8 (310 HP) および6.3リッターV8 (500 HP) が搭載された。

### 復活
「Automotive News Europe」によると、アストンマーティンは2008年9月1日にラゴンダ・ブランドをリニューアルし、豪華セダンなどの新しい市場に参入し、2009年にラゴンダ100周年を祝うと発表した。
「ラゴンダ・ブランドは、スポーツカーとは異なる性格を持つ自動車を開発することを可能にするだろう」とCEOのウルリッヒ・ベズは声明で述べている。「ラゴンダは既存の市場と新たな市場の両方に適した、贅沢で本当に汎用性の高い製品で独自のニッチを持っている。」
「アストン・マーティンはスペシャルなスポーツカーが毎年3、4ヶ月しか使用できないロシアなどの市場で、年中使用可能な車両となるだろう。」とアストンマーティンの広報担当、ジャネット・グリーンは述べている。
2009年のジュネーブ・モーターショーで、アストンマーティンは、最初のラゴンダから100周年を記念して4座席の4WDSUVを発表した。それはV12エンジンと22インチホイールを装備していた。
「ラピード」の名前は2010年にアストンマーティン・ラピードとして復活した。
アストンマーティンは2011年3月9日にラゴンダ・ブランドの復活を確認した。その車種は当初主にハイエンドSUVで構成されていた。
2014年には大型のローボディ・サルーンのタラフを発表した。タラフは540 HPと465 lb-ftのトルクを発揮するV12ツインターボエンジンを搭載した100万ポンドの車である。タラフは限定200台の生産で、中東でのみ提供される予定であったが、イギリスおよびアメリカ市場でも販売されている。

## 生産車種
| 年      | 名称                         | エンジン                                    | 生産数                      |
| ------- | ---------------------------- | ------------------------------------------- | --------------------------- |
| 1906-13 | 20                           | 3052 cc side-valve 4-cylinder               |                             |
| 1911-13 | 30                           | 4578 cc side-valve 4-cylinder               |                             |
| 1913-21 | 11                           | 1099 cc inlet-over-exhaust-valve 4-cylinder | 6000 (inc 11.9 and 12)      |
| 1920-23 | 11.9                         | 1421 cc inlet over exhaust valve 4-cylinder | 6000 (inc 11 and 12)        |
| 1923-26 | 12 and 12/24                 | 1421 cc inlet-over-exhaust-valve 4-cylinder | 6000 (inc 11 and 11.9)      |
| 1925-33 | 14/60 and 2-litre Speed      | 1954 cc ohv 4-cylinder                      | 1440                        |
| 1926-30 | 16/65                        | 2389 (later 2692) cc ohv 6-cylinder         | 250                         |
| 1928-34 | 3-litre                      | 2931 cc ohv 6-cylinder                      | 570                         |
| 1932-34 | 16/80                        | 1991 cc ohv 6-cylinder Crossley             | 260                         |
| 1933-38 | レイピア                     | 1087 cc twin ohc 4-cylinder                 | 470 + app 45 by Rapier Cars |
| 1935    | M45                          | 4467 cc ohv 6-cylinder Meadows              | 410 + 53 M45R Rapide        |
| 1935    | 3.5-litre                    | 3619 cc ohv 6-cylinder                      | 65                          |
| 1936-37 | LG45                         | 4467 cc ohv 6-cylinder Meadows              | 278 + 25 Rapides            |
| 1938-40 | LG6                          | 4467 cc ohv 6-cylinder Meadows              | 85                          |
| 1938-40 | V12                          | 4480 cc single overhead cam V12             | 189                         |
| 1948-53 | 2.6リッター                  | 2580 cc double ohc 6-cylinder               | 510                         |
| 1953-58 | 3リッター                    | 2922 cc double ohc 6-cylinder               | 270                         |
| 1961-64 | ラピード                     | 3995 cc double ohc 6-cylinder               | 55                          |
| 1976-89 | アストンマーティン・ラゴンダ | 5340 cc ohc V8                              | 645                         |
| 2014-   | タラフ                       | 5935 cc V12                                 | 200                         |

### コンセプトカー
- ビジョン コンセプト（2018年）
- オールテレーン コンセプト（2022年）

## 脚註
1. ↑  “Nachtschicht im Schloss: A report on a concours d'elegance at Schloss Bensberg”. Auto Motor u. Sport Heft 25 2010:  45. (18 November 2010).
2. 1 2 3 4 5 6 7  G.N. Georgano, N. (2000). Beaulieu Encyclopedia of the Automobile. HMSO. ISBN 1-57958-293-1
3. ↑  “My kind of car: Lagonda 16/80 1932”. Drive (Magazine of the British Automobile Association) 115:  66. (February 1985).
4. ↑  "British Tradition from an American". The World of Automobiles. Vol. 10. Columbia House. 1974. p. 1129.
5. ↑  http://www.thecanadianencyclopedia.ca/en/article/easton-treaty/
6. ↑  Apra l, K. “Lagonda 1930”. www.classiccarcatalogue.com. 2013年7月10日閲覧。
7. ↑  The Autocar, 21 June 1935, Pages 1115-1124b.
8. ↑  The Manchester Guardian, 26 April 1935, Page 12.
9. ↑  New York Times, 17 October 1939, Page 16.
10. ↑  The Sydney Morning Herald, June 14, 1946, Page 1.
11. ↑  The Argus, Melbourne, Victoria, 10 August 1949, Page 5.
12. ↑  The Manchester Guardian, 11 February 1953, Page 2.
13. ↑  http://astonmartins.com/car/lagonda-virage-5-door-shooting-brake/
14. 1 2  Aston Martin to Revive Lagonda Nameplate Archived 2010年10月31日, at the Wayback Machine. - Automobile.com
15. ↑  Lavrinc, Damon (2009年3月4日). “Geneva 2009: Aston Martin revives Lagonda to questionable effect”.   Autoblog.com. 2010年12月25日閲覧。
16. ↑  http://www.autocar.co.uk/News/NewsArticle.aspx?AR=255789
17. 1 2 3 4  Baldwin, N. (1994). A-Z of Cars of the 1920s. Bay View Books. ISBN 1-870979-53-2
18. ↑  G.N. Georgano, G. N. (1968). The Complete Encyclopaedia of Motor Cars. George Rainbird Limited
19. 1 2 3 4 5 6  Sedgwick, M. (1989). A-Z of Cars of the 1930s. Devon, UK: Bay View Books. ISBN 1-870979-38-9
20. 1 2 3  Sedgwick, M. (1986). A-Z of Cars 1945-1970. Bay View Books. ISBN 1-870979-39-7